# Jos Knaepen (fotograaf)
Jos "Jazzman" Knaepen (22 december 1944 - 19 oktober 2016) was een Belgisch fotograaf die bekend werd voor zijn foto's uit het jazz's milieu.

## Biografie
In de jaren '70 werkte Knaepen als freelancer voor Het Nieuwsblad en Sportwereld.
In 2015 was er een tentoonstelling van zijn werk in het Flageygebouw.